# Chad Hurley

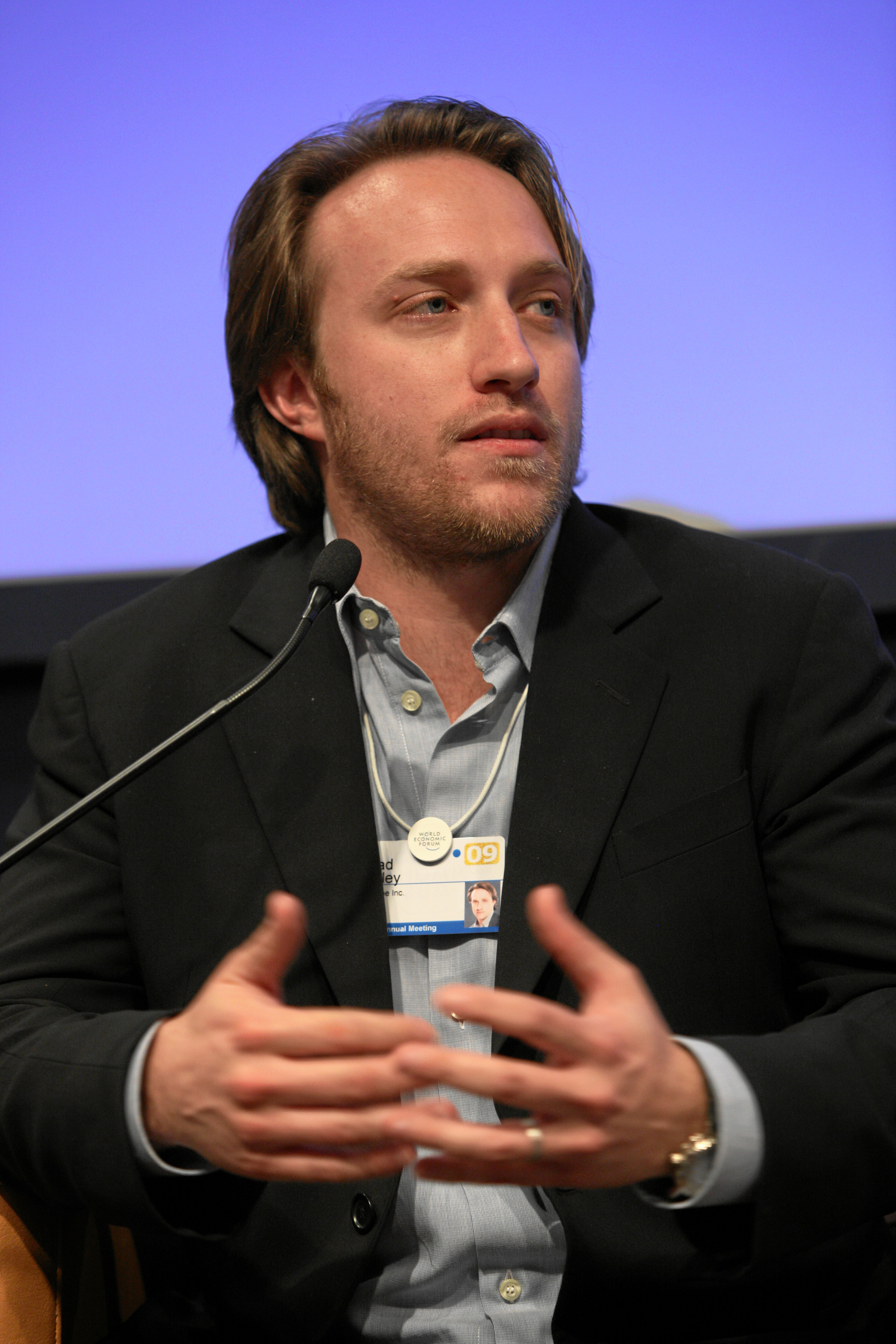
Hurley in 2009

Chad Meredith Hurley (Reading (Pennsylvania), 24 januari 1977) is een Amerikaanse ondernemer en voormalige directeur van de videowebsite YouTube.

## Biografie
Hurley groeide op in Birdsboro in Pennsylvania. Hij was het tweede kind van Don en Joann Hurley. Hij heeft een oudere zus Heather en een jongere broer Brent. Hij studeerde af van Twin Valley High School in 1995 en Indiana University of Pennsylvania in 1999. 
Hij werkte eerst voor eBay en PayPal. Samen met Steve Chen en Jawed Karim startte hij in 2005 de videowebsite YouTube. Een van zijn taken was het logo van YouTube ontwerpen.
Op 16 oktober 2006 verkochten ze YouTube aan Google voor 1,65 miljard dollar. Hurley kreeg hierna een adviserende rol bij YouTube. 